# Sueji Umehara
Pour les articles homonymes, voir Umehara.
Sueji Umehara (梅原 末治, Umehara Sueji), né le 13 août 1893 dans le District de Minamikawachi (Préfecture d'Osaka), mort le 18 février 1983, est un archéologue japonais, spécialiste des bronzes chinois.

## Biographie
Umehara est diplômé de l'université Dōshisha en 1913 (同志社普通学校. Il poursuit ses études à l'université impériale de Kyoto à partir de 1914.
Il est assistant au musée archéologique de l'université impériale de Kyoto où il se spécialise dans les bronzes et enterrement de la période Kofun (ca 300-710). À partir de 1921, il fait partie de la commission du gouvernement général de Corée (朝鮮総督府古跡調査委) pour l'étude des sites funéraires, (Chōsen sōtoku-fu koseki chōsai).
Umehara, qui parle bien l'anglais, fait une tournée en Europe et en Amérique de 1925 à 1929 à des fins d'étude. Il est membre de l'« Académie de la culture orientale » (de nos jours « Institut de recherche de l'université de Kyoto en sciences humaines »), puis membre honoraire de la « Société impériale d'anthropologie ».
Il est nommé professeur adjoint à l'université impériale de Kyoto en 1933 puis professeur titulaire en juillet 1939. Il occupe ce poste jusqu'à sa retraite en 1956. Il est lauréat de l'édition 1962 du prix Asahi.

## Publications
- Umehara Sueji chosaku mokuroku. 1956

Traductions (sélection)
- Ancient sepulchre at Midzuo, Takashima-gun in the province of Omi. 1923 (avec Kōsaku Hamada)
- Auswahl der schönsten Funde aus alten Gräbern, Kyoto, 1936
- Studies of Noin-Ula finds in North Mongolia, Tokyo, 1960
- L'étude sur le miroir antérieur à la dynastie des Han, Kyoto, 1935

## Source de la traduction
- (de) Cet article est partiellement ou en totalité issu de l’article de Wikipédia en allemand intitulé « Umehara Sueji » (voir la liste des auteurs).